# Marie Palot
Marie Palot, née le 21 janvier 1989 à Séoul, en Corée du Sud, est une journaliste et animatrice de télévision française.
Elle est principalement connue pour avoir présenté le Nyûsu Show sur J-One de 2013 à 2018, le magazine culturel jeunesse Zine ! Zine ! sur France 4 et Ridiculous Made in France sur MTV. Elle est également la voix française de Takeshi Castle en 2018 sur Comedy Central.
Elle a été une chroniqueuse régulière du talk show Popcorn sur Twitch.

## Biographie
Marie-Charlotte, Palot naît le 21 janvier 1989 à Séoul, en Corée du Sud. Elle est adoptée à l'âge de quatre mois et vit à Montpellier. Elle fait des études de droit en 2007 et de journalisme en 2011.
Elle commence sa carrière journalistique sur La Montpellieraine avant de se lancer à la télévision sur le créneau de la culture pop en provenance de l'Asie en 2013 et déménage en région parisienne. Plus récemment, en 2019, elle est ambassadrice du Centre culturel coréen de Paris.
En 2024, elle ouvre le restaurant Maru Café avec Louis-San.

## Carrière audiovisuelle
Elle se forme à travers diverses expériences avant de présenter La Montpellieraine, un magazine d’informations locales en ligne où elle parle de jeux vidéo.
Elle commence chez J-One le 4 octobre 2013 où elle présente Nyûsu Show jusqu'en 2019. Elle est également sur MTV en 2016 où elle présente Ridiculous. En 2018, elle participe à l'épisode 6 de l'émission Ça Reste Entre Nous (websérie documentaire par Grace Ly).
Elle est présente aussi sur Twitch depuis 2019 avec Domingo sur Popcorn et intervient régulièrement en tant que chroniqueuse et animatrice sur la web TV de Webedia, LeStream. En 2019, elle présente également Takeshi's Castle sur Comedy Central.
En 2021, elle présente Yamanote sur France Inter,. Elle présente également l'émission CINÉ OU CANAP' sur RTL9.
En 2024, elle présente la 3e édition de la Coupe de France de League of Legends sur France TV.

## Publications
- 2023 : Thibaud Villanova et Marie Palot, Kdrama : Les meilleures recettes des séries coréennes, Hachette Heroes, 7 juin 2023, 120 p. (ISBN 978-2017214625)

## Doublage
Sauf indication contraire ou complémentaire, les informations mentionnées dans cette section proviennent du générique de fin de l'œuvre audiovisuelle présentée ici.
- 2024 : Le Deuxième Meilleur Hôpital de la Galaxie : voix additionnelles
- 2024 : Fallout : voix additionnelles
- 2024 : Atlas : Zoe (Zoe Boyle)
- 2024 : Sausage Party : Bouff'land (en) : Œufélie